# Coupiac
Coupiac (okzitanisch Copiac) ist ein Ort und eine südfranzösische Gemeinde mit 358 Einwohnern (Stand 1. Januar 2022) im Département Aveyron in der Region Okzitanien (vor 2016 Midi-Pyrénées). Sie gehört zum Arrondissement Millau und zum Kanton Causses-Rougiers. Die Einwohner werden Coupiaguais genannt.

## Lage
Coupiac liegt etwa 40 Kilometer östlich von Albi im Südwesten der historischen Provinz Rouergue. Im südlichen Gemeindegebiet verläuft das Flüsschen Gos, das zur Rance entwässert. Umgeben wird Coupiac von den Nachbargemeinden Brasc im Norden, Montclar im Nordosten, Martrin im Osten, Saint-Sernin-sur-Rance im Süden, Balaguier-sur-Rance im Süden und Südwesten, Plaisance im Westen sowie La Bastide-Solages im Westen und Nordwesten.

## Bevölkerungsentwicklung
| Jahr                       | 1962 | 1968 | 1975 | 1982 | 1990 | 1999 | 2006 | 2019 |
| Einwohner                  | 722  | 662  | 663  | 718  | 629  | 535  | 493  | 373  |
| Quellen: Cassini und INSEE |      |      |      |      |      |      |      |      |

## Sehenswürdigkeiten
- Menhire
- Kirche Notre-Dame-de-l’Assomption
- Kirche Saint-Exupère im Ortsteil Saint-Exupère
- Kirche Saint-Michel im Ortsteil Saint-Michel-de-Castor
- Burg Coupiac, seit 1928 Monument historique

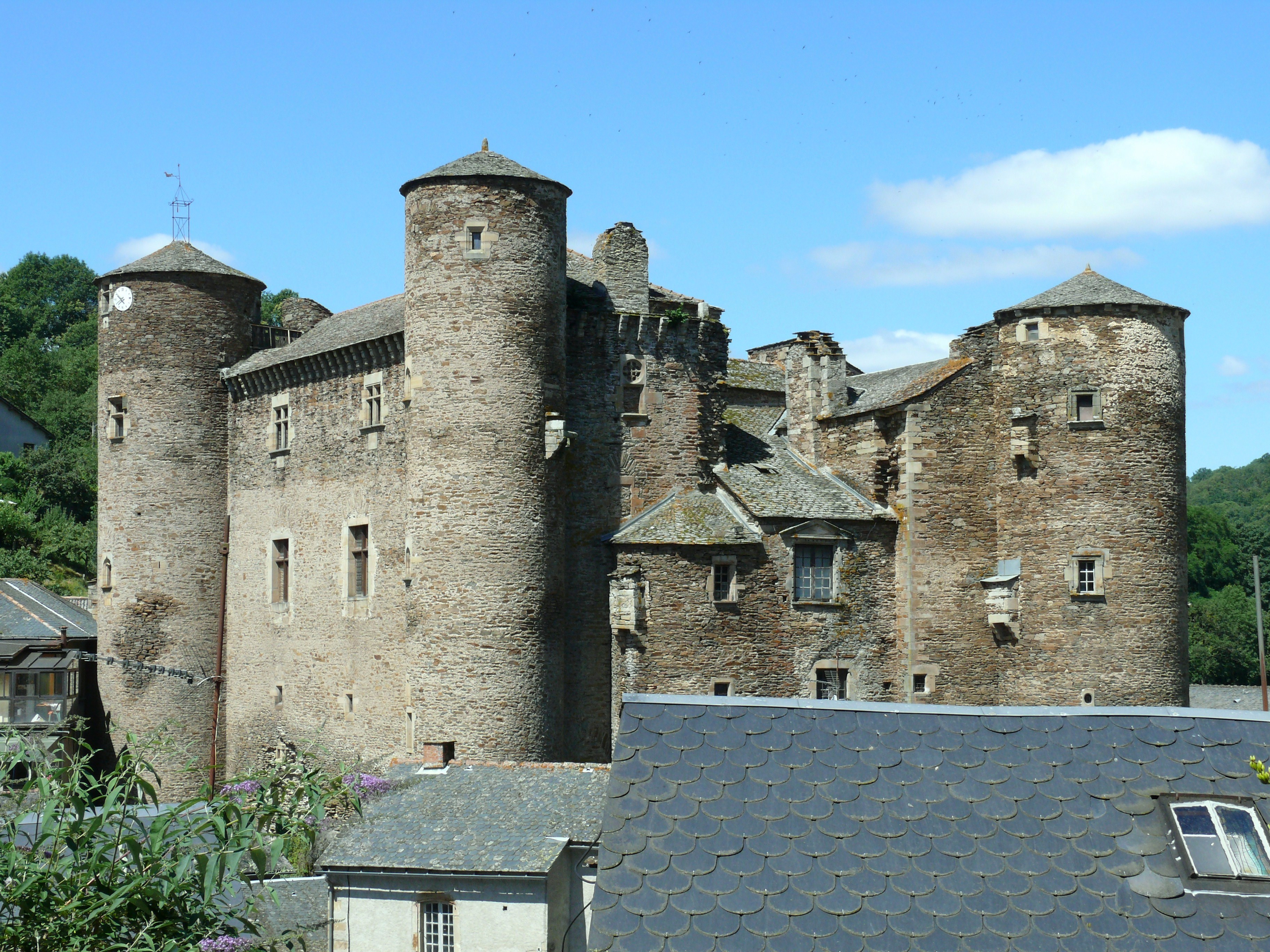
Burg Coupiac
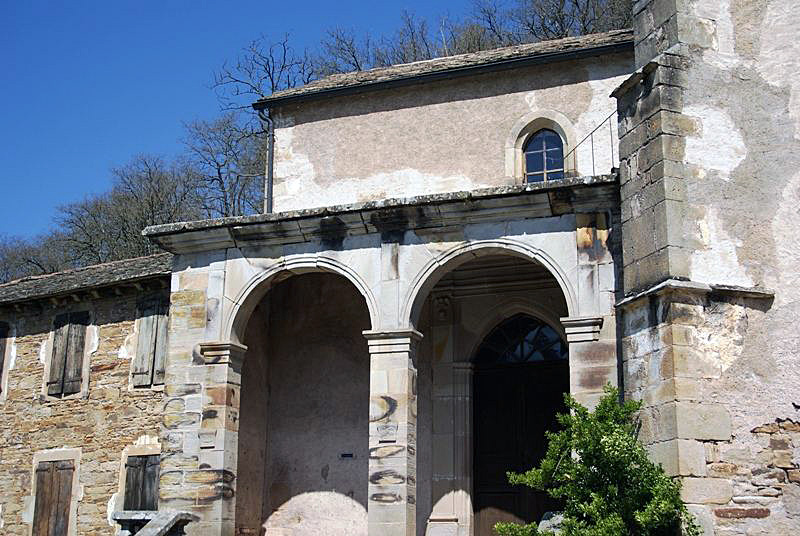
Kirche Saint-Exupère
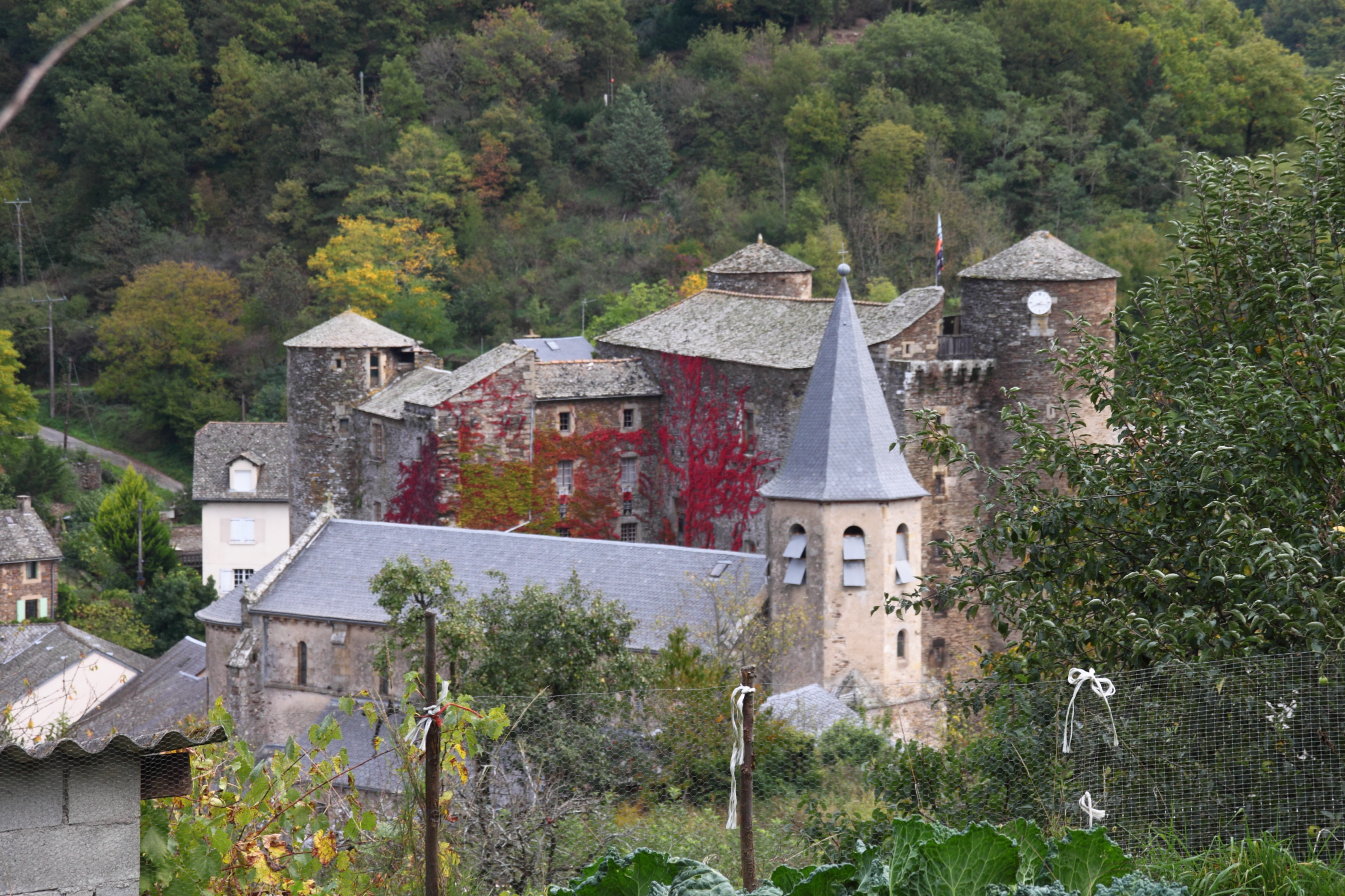
Kirche Notre-Dame-de-l’Assomption vor der Burg
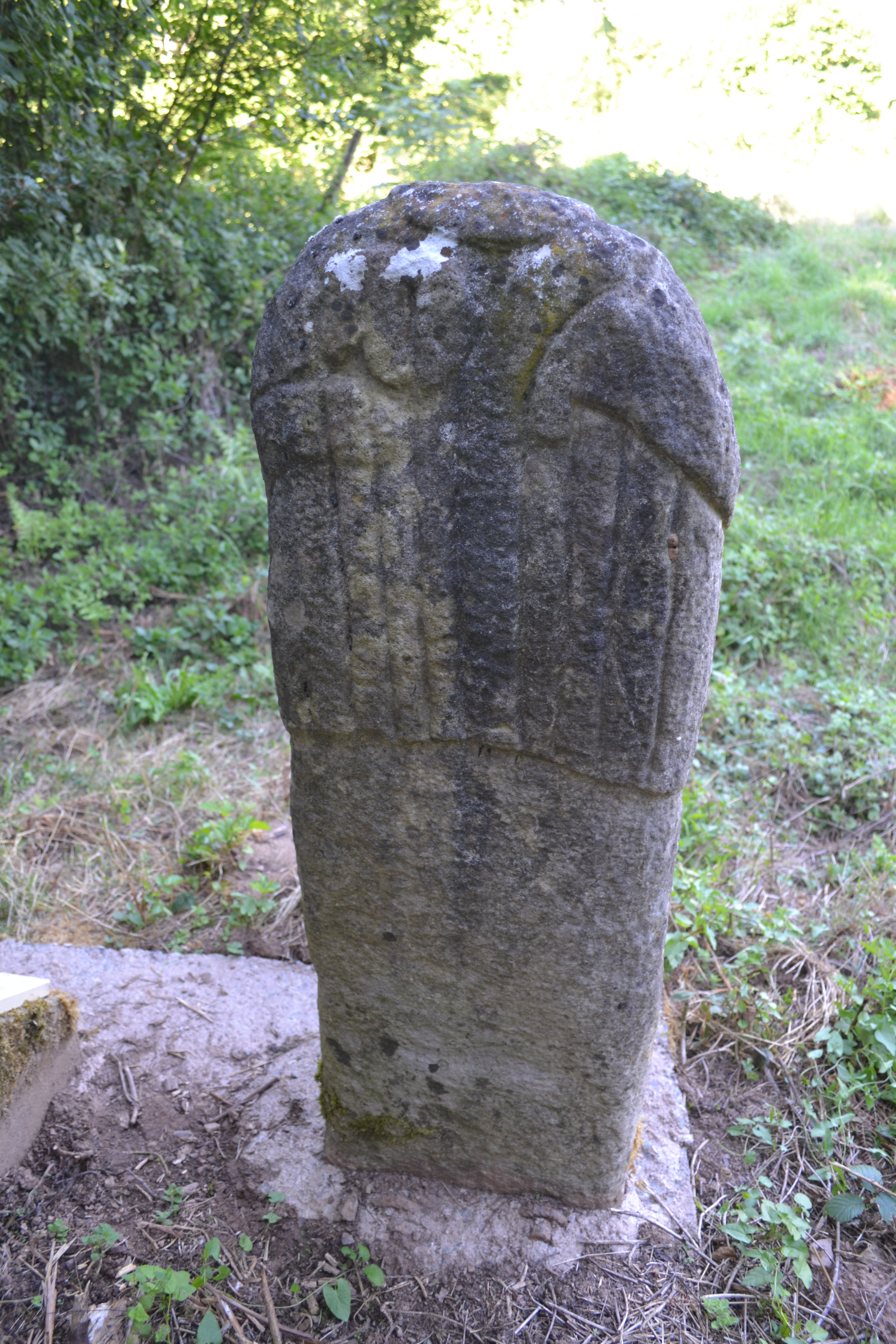
Statuenmenhir de la Prade
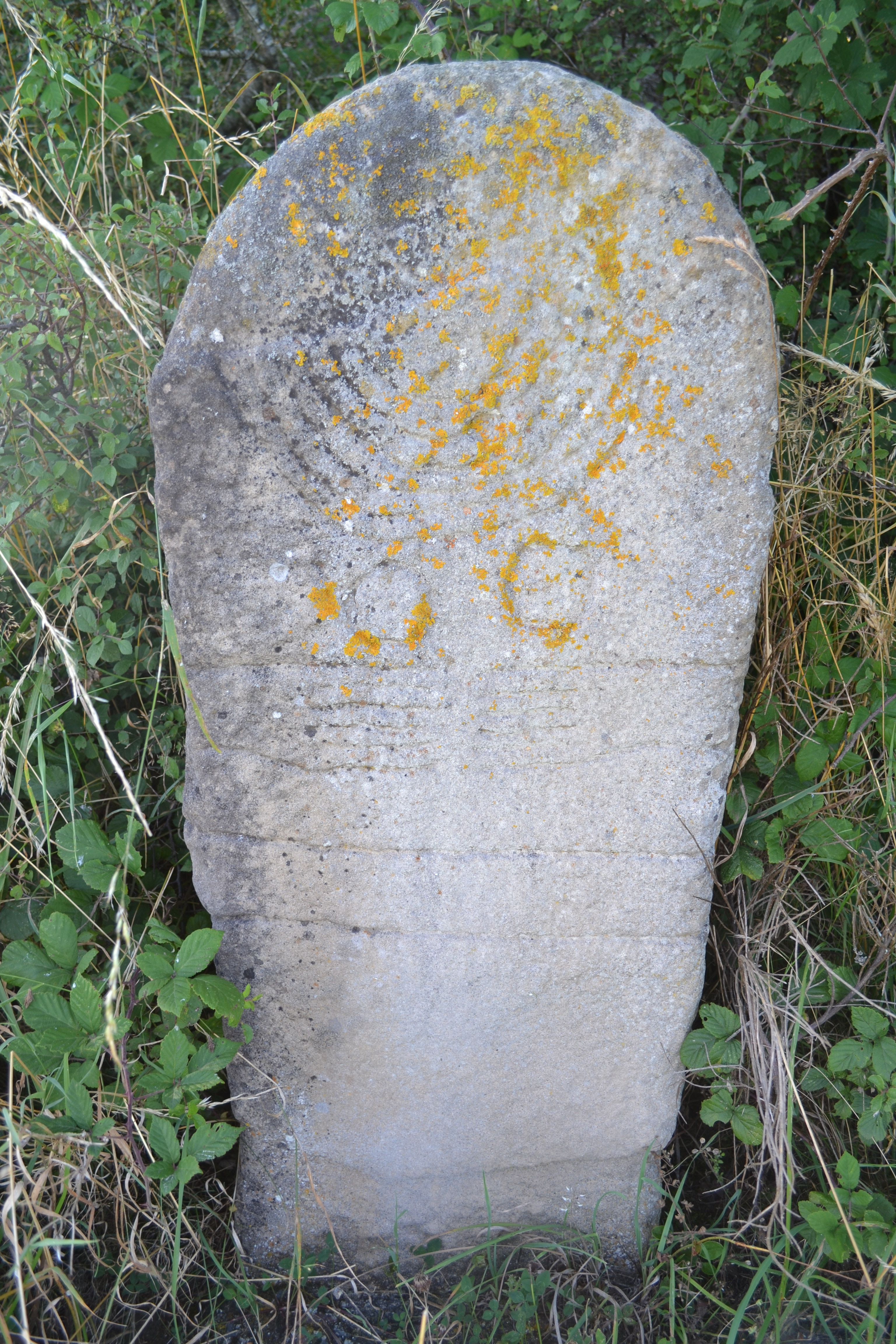
Einer der Statuenmenhire von Réganel
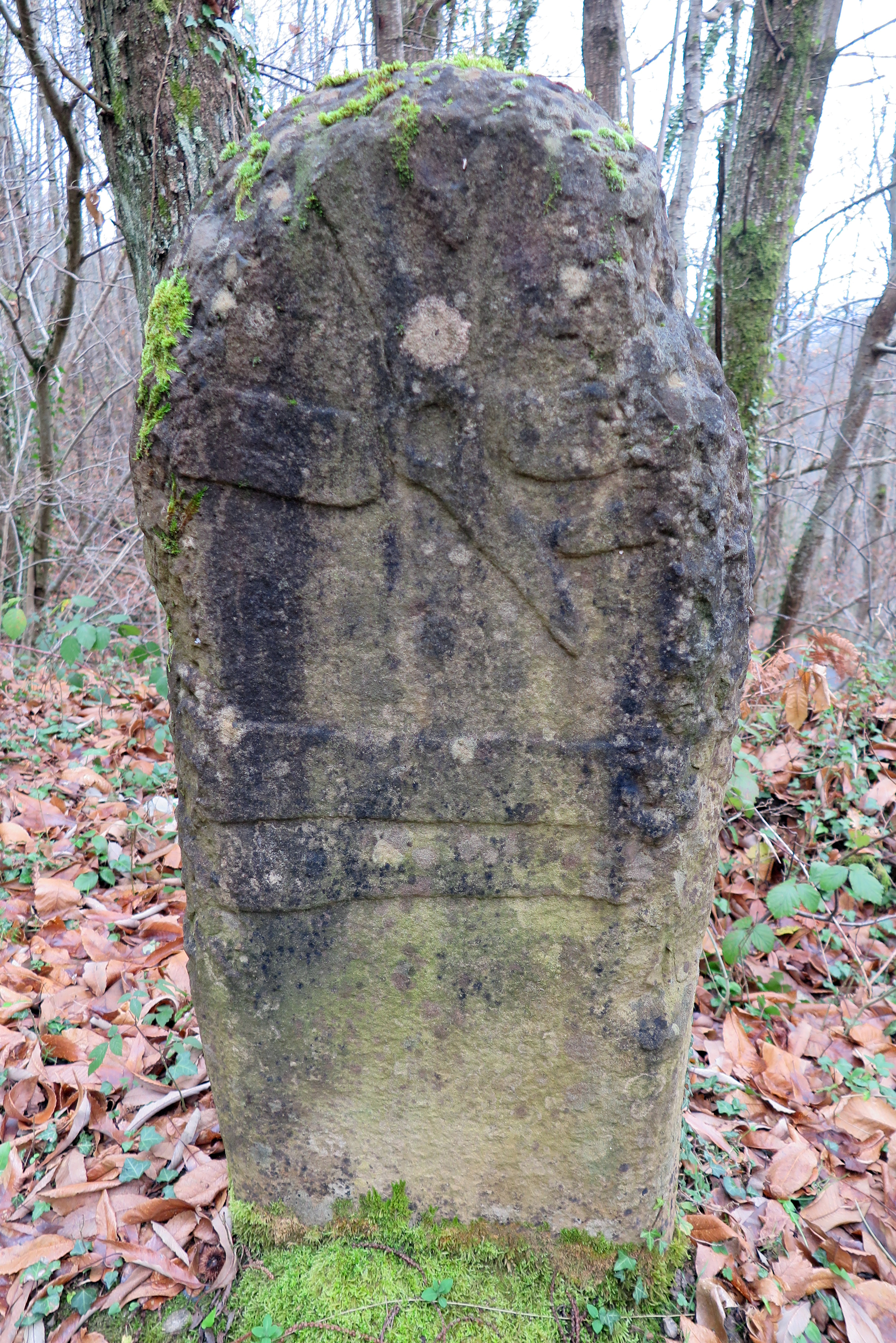
Statuenmenhir von Monteillet